# Грузино-словенские отношения
Грузино-словенские отношения — дипломатические отношения между Грузией и Словенией, двумя европейскими странами. Они установили двусторонние связи в 1993 году. Их отношения были широко представлены в тесном дипломатическом партнерстве, при этом Словения была одним из стойких сторонников территориальной целостности Грузии и прозападного пути.

## История
Дипломатические отношения между Грузией и Словенией были установлены 18 января 1993 года, менее чем через два года после обретения независимости обоими государствами (Грузии от СССР и Словении от Югославии). Словения последовательно поддерживает территориальную целостность Грузии. В 2008 году премьер-министр Словении Янез Янша заявил после встречи со своими чешским и латвийским коллегами после русско-грузинской войны: 
Мы едины в необходимости обеспечить мир, стабильность, территориальную целостность в Грузии и в регионе в целом и придать региону европейскую перспективу.
Словения была одной из нескольких стран, призвавших Россию соблюдать свои обязательства по прекращению огня во время заседания Совета Европы в 2015 году и вывести свои вооружённые силы из Абхазии и Южной Осетии. В том же году Словения стала 21-м государством-членом Европейского Союза, ратифицировавшим в своем Национальном собрании 69 голосами против 3 Соглашение об ассоциации между ЕС и Грузией. Словения с 2008 года последовательно голосует за одобренную Грузией резолюцию Организации Объединенных Наций, призывающую к возвращению внутренне перемещенных лиц в Абхазию и Южную Осетию.
Двусторонним отношениям способствовало большое количество встреч и визитов на высоком уровне между двумя странами. В то время как премьер-министр Грузии Георгий Квирикашвили провел несколько встреч с министром иностранных дел Словении, президент Георгий Маргвелашвили стал первым главой грузинского государства, нанесшим официальный визит в Словению в июле 2016 года, во время которого были подписаны двусторонние соглашения об экономическом сотрудничестве и либерализации визового режима, а на люблянской улице Тбилиси открылась «Скамья дружбы».
26 мая 2018 года в ознаменование 100-летия независимости Грузинской Демократической Республики Люблянский град был освещён цветами красного и белого флага Грузии.
Как член НАТО Словения последовательно поддерживала попытки Грузии наладить более тесные отношения и окончательное членство в Организации. Словенские военные эксперты приняли участие в военных учениях «Благородный партнёр» в Грузии в 2017 году.
13 июня 2019 года Словения стала 14-й страной Шенгенской зоны, признавшей Грузию «безопасной страной», подчеркнув политические и экономические реформы Грузии и тем самым лишив граждан Грузии права искать убежища в Словении.
Столицы обеих стран, Любляна и Тбилиси, имеют партнерские отношения. Также побратимами являются Кутаиси и Марибор.